# عصوية ذهبية سمكية
عصوية ذهبية سمكية (الاسم العلمي: Chryseobacterium piscium) هي نوع من البكتيريا، سلبية الغرام، تتبع جنس عصوية ذهبية.